# Erwan Le Breton
Pour les articles homonymes, voir Le Breton.
 (février 2013).
Erwan Le Breton est un scénariste de bande dessinée français, également directeur créatif de la marque Might and Magic chez Ubisoft. Il est le frère du scénariste Ronan Le Breton.

## Œuvre

### Albums
- Les Contes de l'Ankou, Soleil Productions, collection Soleil Celtic

2. Qui est mon père ?, scénario de Jean-Luc Istin, Éric Liberge, François Debois et Erwan Le Breton, dessins collectifs, 2005  (ISBN 2-84565-739-0)
- Les Contes du Korrigan, Soleil Productions, collection Soleil Celtic

1. Livre premier : les Trésors enfouis, scénario d'Erwan et Ronan Le Breton, dessins de Frédéric Peynet, Jean-Luc Istin et Guy Michel, 2002  (ISBN 2-84565-317-4)
2. Livre second : Les mille Visages du Diable, scénario de François Debois, Erwan et Ronan Le Breton, dessins de Frédéric Gaëta, Jean-Luc Istin, Guillaume Lapeyre et Guy Michel, 2003  (ISBN 2-84565-483-9)
3. Livre troisième : Les Fleurs d'écume, scénario de Jean-Luc Istin, Erwan et Ronan Le Breton, dessins de Frédéric Peynet, Jean-Luc Istin, Jean-François Miniac et Guy Michel, 2003  (ISBN 2-84565-673-4)
4. Livre quatrième : La Pierre de justice[3], scénario d'Erwan et Ronan Le Breton, dessins collectifs, 2004  (ISBN 2-84565-781-1)
5. Livre cinquième : L'Île d'Émeraude[4], scénario d'Erwan et Ronan Le Breton, dessins de Serge Fino, Jean-Marie Minguez, Stéphane Bileau et François Gomès, 2004  (ISBN 2-84565-885-0)
6. Livre sixième: Au Pays des Highlands, scénario d'Erwan et Ronan Le Breton, dessins de Xavier Fourquemin, Christophe Babonneau et François Gomès, 2005  (ISBN 2-84565-997-0)
7. Livre septième : L'Assemblée des Bardes, scénario de Christophe Lacroix, Erwan et Ronan Le Breton, dessins de Stevan Roudaut, Guy Michel, Sandro et François Gomès, 2006  (ISBN 2-84946-451-1)
8. Livre huitième : Les Noces féeriques, scénario de Jean-Luc Istin, Erwan et Ronan Le Breton, dessins de Christophe Babonneau, Stéphane Bileau, Dub et François Gomès, 2006  (ISBN 2-84946-604-2)